# Izopren
Izoprenul (IUPAC: 2-metil-1,3-butadienă) este o hidrocarbură nesaturată din clasa dienelor, cu formula CH2=C(CH3)−CH=CH2. Scheletul izoprenului stă la baza terpenelor. Prin polimerizarea izoprenului se obține cauciucul. În forma pură, este un lichid volatil, incolor. Este produs de multe specii de plante și animale.

## Obținere
Etanul în reacție cu propanul formează 2 - metilbutan, care în prezența catalizatorului, oxid de crom și aluminiu se dehidrogenează formând izoprenul.

## Importanță
Din izopren în afară de cauciuc se obțin o serie de substanțe asemănătoare celor naturale numite izoprenoide, ca steroide, terpene, pe calea acidului mevalonic și a IPP (izopentenilpirofosfat) si DMAPP (dimetilalilpirofosfat). 
Izoprenul este produs de o serie de plante sau de plancton, având un rol probabil în procesele oxidative încă neclarificat, sau în membrana celulară a bacteriilor sunt legate de molecule de lipide, glicerină și eter.
Doza toxică letală „LD50”-pentru șobolan este >2000 mg/kg, are și un efect cancerigen, producând și mutații genetice.
În contact cu pielea sau mucoasele are un efect iritant intens; inhalat, produce senzația de vomă, de arsură, greutăți de respirație.